# Mitsubishi Pajero Junior
Mitsubishi Pajero Junior — компактный внедорожник, выпускавшийся японской компанией Mitsubishi с 1995 по 1998 год. Junior построен на удлинённой платформе малолитражки Mitsubishi Minica и является более широкой (за счет пластикового обвеса) версией модели Mitsubishi Pajero Mini. Последняя в отличие от Pajero Junior оснащалась атмосферными и турбированными моторами объемом 0,7 литра и относится в Японии к льготной категории кей-кар.
Популярность автомобиля вдохновила Mitsubishi на создание нескольких ограниченных серий этой модели, включая «Pajero Jr. McTwist» и «Pajero Jr. Lynx». Они были представлены на токийском автосалоне в 1997 году.

## Производство
| Год  | Произведено |
| ---- | ----------- |
| 1995 | 30,605      |
| 1996 | 24,690      |
| 1997 | 13,934      |
| 1998 | 149         |

(Источник: Facts & Figures 2000, сайт Mitsubishi Motors)